# Józef Rosiecki
Józef Rosiecki (ur. 1888, zm. 1962) – polski duchowny i działacz adwentystyczny.

## Życiorys
W okresie II wojny światowej działał na ziemiach wschodnich zajętych przez sowietów. Związany był jako kaznodzieja ordynowany ze zborem w Chełmie. W kwietniu 1945 wszedł w skład Tymczasowej Rady Unii Zborów Adwentystów Dnia Siódmego zostając jednocześnie sekretarzem Kościoła. We wrześniu tego samego roku podczas zjazdu Diecezji Wschodniej, został wybrany na przewodniczącego Diecezji. W 1949 ponownie wszedł w skład Zarządu Kościoła.   